# Olympische Sommerspiele 2016/Teilnehmer (São Tomé und Príncipe)
| Gelbes Symbol für Goldmedaillen mit stilisierten Olympischen Ringen | Graues Symbol für Silbermedaillen mit stilisierten Olympischen Ringen | Braundes Symbol für Bronzemedaillen mit stilisierten Olympischen Ringen |
| ------------------------------------------------------------------- | --------------------------------------------------------------------- | ----------------------------------------------------------------------- |
| —                                                                   | —                                                                     | —                                                                       |

São Tomé und Príncipe nahm in Rio de Janeiro an den Olympischen Spielen 2016 teil. Es war die insgesamt sechste Teilnahme an Olympischen Sommerspielen.
Das Comité Olímpico de São Tomé e Príncipe nominierte drei Athleten in zwei Sportarten.

## Teilnehmer nach Sportarten

### Kanu

#### Kanurennsport
| Athleten                 | Wettbewerb | Vorlauf      | Vorlauf | Halbfinale    | Halbfinale    | Finale        | Finale        | Rang          |
| Athleten                 | Wettbewerb | Zeit         | Rang    | Zeit          | Rang          | Zeit          | Rang          | Rang          |
| ------------------------ | ---------- | ------------ | ------- | ------------- | ------------- | ------------- | ------------- | ------------- |
| Männer                   |            |              |         |               |               |               |               |               |
| Buly da Conceição Triste | C-1 1000 m | 4:46,396 min | 7       | ausgeschieden | ausgeschieden | ausgeschieden | ausgeschieden | ausgeschieden |

### Leichtathletik
Laufen und Gehen 
| Athleten              | Wettbewerb | Runde 1      | Runde 1 | Halbfinale    | Halbfinale    | Finale        | Finale        | Rang |
| Athleten              | Wettbewerb | Zeit         | Rang    | Zeit          | Rang          | Zeit          | Rang          | Rang |
| --------------------- | ---------- | ------------ | ------- | ------------- | ------------- | ------------- | ------------- | ---- |
| Frauen                |            |              |         |               |               |               |               |      |
| Celma Bonfim da Graça | 1500 m     | 4:38,86 min  | 38      | ausgeschieden | ausgeschieden | ausgeschieden | ausgeschieden | 38   |
| Männer                |            |              |         |               |               |               |               |      |
| Romário Leitão        | 5000 m     | 15:53,32 min | 50      | –             | –             | ausgeschieden | ausgeschieden | 50   |